# Scherma alla II Universiade
Il torneo di scherma della II Universiade si è svolto a Sofia nel 1961.

## Podi

### Uomini
| Evento                          | Oro                                                      | Argento          | Bronzo         |
| Fioretto individuale (dettagli) | Jenő Kamuti                                              | Viktor Ždanovič  | Jurij Sisikin  |
| Sciabola individuale (dettagli) | Peter Bakonyi                                            | Nugzar Asatiani  | Tibor Pézsa    |
| Spada individuale (dettagli)    | Bogdan Gonsior                                           | László Lendvai   | Rudiger Wurtz  |
| Fioretto a squadre (dettagli)   | Ungheria                                                 | Unione Sovietica | Polonia        |
| Sciabola a squadre (dettagli)   | Ungheria                                                 | Unione Sovietica | Bulgaria       |
| Spada a squadre (dettagli)      | Italia Albanese Bongianni Casalone Guido Cipriani Smirne | Svizzera         | Germania Ovest |

### Donne
| Evento                          | Oro          | Argento          | Bronzo              |
| Fioretto individuale (dettagli) | Heidi Schmid | Olga Szabo       | Valentina Prudskova |
| Fioretto a squadre (dettagli)   | Romania      | Unione Sovietica | Germania Ovest      |